# Florence (Oregon)
Florence ist eine Stadt im Lane County des US-Bundesstaats Oregon an der Pazifikküste. Das U.S. Census Bureau hat bei der Volkszählung 2020 eine Einwohnerzahl von 9.396 ermittelt.
Gegründet als Fischerei- und Holzhafen, ist heute vor allem der Tourismus der bedeutendste Wirtschaftszweig.

## Sehenswürdigkeiten
Über den Siuslaw River spannt sich eine Brücke mit Art-déco-Elementen.

Unterhalb der Brücke liegt die restaurierte Altstadt mit alten Häusern und Plankenwegen.
Nördlich von Florence befindet sich der nur sieben Hektar große Darlingtonia Botanical Wayside, das einzige Naturschutzgebiet Oregons, welches nur einer Art, nämlich der fleischfressenden Kobralilie, gewidmet ist.

Südlich von Florence erstreckt sich das Oregon Dunes National Recreation Area und nördlich liegt der Jessie M. Honeyman Memorial State Park.

## Geschichte
Am 12. November 1970 wurde der Ort durch die Sprengung eines acht Tonnen schweren gestrandeten Pottwals mit Dynamit bekannt.
→ Hauptartikel Walexplosion